# Plentzia (metropolitana di Bilbao)
Plentzia è una stazione della linea 1 della metropolitana di Bilbao. Si trova lungo Geltoki Kalea, nel comune di Plentzia.
Dal 2 aprile 2015 è senza servizio a causa dei lavori di sotterramento della stazione di Urduliz che si dovrebbero concludere nel mese di ottobre 2016.

## Storia
La stazione è stata inaugurata l'11 novembre 1995 con il primo tratto della linea 1.